# أرض الفرح (فلم)
أرض الفرح أو جوي لاند (بالأردية: جوائے لینڈ) هو فيلم دراما باكستاني، صدر سنة 2022. الفيلم من إخراج وسيناريو صائم صادق، وهو أول فيلم طويل له.
عُرض الفيلم لأول مرة في مهرجان كان السينمائي 2022، بتاريخ 23 مايو 2022. وبذلك يكون فيلم أرض الفرح أول فيلم باكستاني يُعرض في مهرجان كان السينمائي. عُرض الفيلم في فئة جائزة نظرة ما ونافس الفيلم على جائزة كاميرا الذهب، وقد لاقى تصفيقًا حارًا بعد عرضه بالمهرجان. ثم فاز بجائزة جوري، بالإضافة لجائزة السعفة الكويرية التي تُمنح لأفضل فيلم يُعنى بقضايا مجتمع الميم.
عند صدور الفيلم حُظر عرض الفيلم في باكستان، لكن سُمح به لاحقًا بعد شطب بعض اللقطات. وعرض أول مرة في باكستان في 18 نوفمبر 2022، وعمومًا تلقى تعليقات إيجابية من النقاد هُناك.
واختير الفيلم ليكون المدخل الباكستاني لأفضل فيلم روائي دولي طويل بلغة أجنبية في حفل توزيع جوائز الأوسكار الخامس والتسعون. وأُدرج في القائمة المختصرة لهذه الفئة في 21 ديسمبر 2022.

## القصة
تقع أحداث الفيلم في مدينة لاهور، ويتمحور حول عائلة "رانا" ذات الدخل المنخفض. وكبير هذه العائلة هو الأب "بيرزاده" الذي يدير شؤون العائلة ويسيطر عليها، ويطمح لقدوم حفيد جديد لعائلة. يجبر كبير العائلة زوجة ابنه "ممتاز" على ترك وظيفتها، بعد عثور زوجها "حيدر" على وظيفة في مسرح رقص. بعد هذه المقدمة تبدأ المشكلات بالظهور عند مقابلة حيدر للراقصة العابرة جنسيًا "بيبا"، شيئًا فشيًا يدخل حيدر بعلاقة غرامية مع بيبا، والتي تعطيه ثقتها في المجال العملي والمجال الشخصي. هذا التحول في حياة حيدر يولد فراغًا في حياة زوجته، مما يجعلها تفكر بالهروب من المنزل. لكن "ممتاز" حملت بطفل ذكر، وهو الخبر الرائع الذي كانت تنتظره العائلة. لكن ممتاز كانت لا تريده بسبب شكوك عائلة زوجها بأخلاقها، بالإضافة لابتعاد زوجها عنها ومعرفتها بميوله الجنسي. أخيرًا حيدر يبتعد عن بيبا بسبب سوء فهم لعلاقتهم الجنسيّة، لكن زوجته ممتاز لم تستطع الخروج من أفكارها بشأنه وشأن عائلته، والذي دفعها للانتحار.

## قائمة الممثلين
- رستي فاروق بدور ممتاز.
- علينه خان بدور بيبا.
- ثروت كيلاني بدور نوشي.
- علي جونيجو بدور حيدر.
- سلمان بيرزاده بدور رانا أمان الله.
- سهيل سمير بدور سليم.
- ثانية سعيد بدور فاياض.

## روابط خارجية
- أرض الفرح على موقع IMDb (الإنجليزية)
- أرض الفرح على موقع ميتاكريتيك (الإنجليزية)
- أرض الفرح على موقع روتن توميتوز (الإنجليزية)
- أرض الفرح على موقع ألو سيني (الفرنسية)
- أرض الفرح على موقع فيلمافينيتي (الإسبانية)
- أرض الفرح على موقع قاعدة بيانات الأفلام السويدية (السويدية)
- أرض الفرح على موقع قاعدة بيانات الفيلم (الإنجليزية)
- أرض الفرح على موقع ليتربوكسد (الإنجليزية)
- أرض الفرح على موقع كينوبويسك (الروسية)